# Manuel Augusto de Almeida Valejo
Manuel Augusto de Almeida Valejo ComC • CvNSC (Abrantes, Rio de Moinhos, 28 de Outubro de 1825/8 - 7 de Junho de 1868), 1.º Barão de Rio de Moinhos, foi um militar português.

## Família
Filho secundogénito de Manuel Pestana de Almeida Valejo Feio (Évora, 2 de Junho de 1784 - 3 de Agosto de 1863), Brigadeiro, e de sua segunda mulher Maria José (c. 1790 - Lisboa, Santos-o-Velho, 1832).

## Biografia
Foi Bacharel formado em Direito pela Faculdade de Direito da Universidade de Coimbra, Capitão do Batalhão Nacional de Abrantes, Comendador da Ordem Militar de Cristo e Cavaleiro da Ordem de Nossa Senhora da Conceição de Vila Viçosa.
O título de 1.º Barão de Rio de Moinhos foi criado por Decreto de D. Luís I de Portugal de 10 de Abril de 1867.

## Casamentos e descendência
Casou primeira vez a 30 de Agosto de 1860 com Maria Teresa da Piedade Soares (8 de Outubro de 1841 - 6 de Agosto de 1863), filha de Raimundo José Soares Mendes (Abrantes, 29 de Abril de 1815 - Abrantes, 15 de Março de 1900), Fidalgo da Casa Real, e de sua mulher Maria Clementina da Piedade Soares, da qual teve um filho e uma filha:
- Manuel Augusto Soares Valejo (Abrantes, São João, 9 de Novembro de 1861 - Lisboa, Santa Isabel, Rua de São Bento, 221, 21 de Outubro de 1943), Representante do Título de Barão de Rio de Moinhos
- Maria Clementina Soares Valejo (16 de Janeiro de 1863 - ?)

Casou segunda vez a 25 de Fevereiro de 1865 com sua cunhada Maria Clementina da Piedade Soares (17 de Novembro de 1847 - ?), filha de Raimundo José Soares Mendes (Abrantes, 29 de Abril de 1815 - Abrantes, 15 de Março de 1900), Fidalgo da Casa Real, e de sua mulher Maria Clementina da Piedade Soares, casada segunda vez a 30 de Abril de 1871 com João Temudo de Oliveira e Mendonça, da qual teve uma filha:
- Amélia Augusta Soares Valejo (24 de Março de 1868 - 2 de Julho de 1950), casada com Narciso de Oliveira e Silva (Porto, 1860 - ?), filho de Jerónimo de Oliveira e Silva e de sua mulher Cecília Lopes dos Santos